# Ayman Azhil
Ayman Azhil (Düsseldorf, 10 april 2001) is een Marokkaans-Duits voetballer die als middenvelder voor Bayer 04 Leverkusen speelt.

## Carrière
Ayman Azhil speelde van 2008 tot 2020 in de jeugd van Bayer 04 Leverkusen. In het seizoen 2019/20 zat hij enkele wedstrijden op de bank bij het eerste elftal, maar tot een debuut kwam het niet. In het seizoen 2020/21 werd hij aan RKC Waalwijk verhuurd. Hier debuteerde hij in het betaald voetbal op 17 oktober 2020, in de met 0-1 gewonnen uitwedstrijd tegen Heracles Almelo. In de loop van het seizoen werd hij een vaste waarde voor RKC. Hierna werd hij voor nog een seizoen gehuurd. In 2022 keerde hij terug naar Bayer. Hij debuteerde in de Bundesliga op 12 november 2022, in de met 2-0 gewonnen thuiswedstrijd tegen VfB Stuttgart. Hij kwam in de 90+3e minuut in het veld voor Kerem Demirbay.

### Statistieken
| Seizoen        | Club                | Land           | Competitie     | Competitie | Competitie | Beker | Beker | Internationaal | Internationaal | Totaal | Totaal |
| Seizoen        | Club                | Land           | Competitie     | Wed.       | Dlp.       | Wed.  | Dlp.  | Wed.           | Dlp.           | Wed.   | Dlp.   |
| -------------- | ------------------- | -------------- | -------------- | ---------- | ---------- | ----- | ----- | -------------- | -------------- | ------ | ------ |
| 2019/20        | Bayer 04 Leverkusen | Duitsland      | Bundesliga     | 0          | 0          | 0     | 0     | 0              | 0              | 0      | 0      |
| 2020/21        | → RKC Waalwijk      | Nederland      | Eredivisie     | 22         | 0          | 1     | 0     | –              | –              | 23     | 0      |
| 2021/22        | → RKC Waalwijk      | Nederland      | Eredivisie     | 28         | 0          | 4     | 0     | –              | –              | 32     | 0      |
| 2022/23        | Bayer 04 Leverkusen | Duitsland      | Bundesliga     | 1          | 0          | 0     | 0     | 0              | 0              | 1      | 0      |
| Carrièretotaal | Carrièretotaal      | Carrièretotaal | Carrièretotaal | 51         | 0          | 5     | 0     | 0              | 0              | 56     | 0      |